# Provinca Samaná
Samaná (španska izgovarjava: [samaˈna]) je provinca Dominikanske republike. Njeno glavno mesto je Santa Bárbara de Samaná, znana tudi kot le Samaná. Provinca se nahaja ob obali Atlantskega oceana na severovzhodu države. Znana je po svojih gorah, ki obsegajo večji del njenega površja. 
Ob obali province se parijo kiti grbavci - od januarja do marca v bližino province pride na tisoče teh ogromnih živali. 

## Zgodovina
Prvi Evropejec, ki je stopil na površje polotoka, je 12. januarja 1493 bil kar sam Krištof Kolumb. Pozdravila ga je toča puščic bojevnikov staroselskega ljudstva Taíno. Nekateri ta primer navajajo kot prvi odpor staroselcev k osvajanju španskih konkvistadorjev.
Odnos države do province je skozi leta precej nihal : nekoč so jo predlagali za prestolnico države, med predsedstvom Pedra Santane pa so jo kot vojaško bazo hoteli prodati ZDA. Kupčija je kasneje, najverjetneje zaradi visoke izhodiščne cene, propadla. 

## Gospodarstvo
Zaradi obsežnih naravnih lepot (tropski deževni gozdovi, nasadi kokosov, na stotine plaž v zalivčkih s turkiznim morjem, slapovi, zaščitena območja naravnih lepot..) provinca Samaná po odprtju Mednarodnega letališča El Catey postaja vedno večja turistična destinacija. 
Večina Samano opisuje kot eno najlepših predelov Dominikanske republike, a jo Dominikanci, še posebej pa tuji obiskovalci, na splošno precej slabo poznajo. 

## Občine in občinski okraji
Provinca je bila 20. junija 2006 razdeljena na naslednje občine in občinske okraje (D.M.-je):
- Sánchez
- Samaná
  - Arroyo Barril (D.M.)
  - El Limón (D.M.)
  - Las Galeras (D.M.)
- Las Terrenas

Spodnja tabela prikazuje števila prebivalstev občin in občinskih okrajev iz popisa prebivalstva leta 2012. Mestno prebivalstvo vključuje prebivalce sedežev občin/občinskih okrajev, podeželsko prebivalstvo pa prebivalce okrožij (Secciones) in sosesk (Parajes) zunaj okrožij.
| Občina                  | Skupno prebivalstvo | Mestno prebivalstvo | Podeželsko prebivalstvo |
| ----------------------- | ------------------- | ------------------- | ----------------------- |
| Las Terrenas            | 10.865              | 4.217               | 6.648                   |
| Santa Bárbara de Samaná | 68.179              | 48.698              | 19.481                  |
| Sánchez                 | 29.221              | 1.858               | 27.363                  |
| Provinca Samaná         | 108.265             | 54.773              | 53.492                  |

Za celoten seznam občin in občinskih okrajev države, glej Seznam občin Dominikanske republike.  

## Promet
Avtocesta, ki Samanski polotok povezuje s prestolnico Santo Domingo, je bila za javno uporabo odprta leta 2008. Čas vožnje do prestolnice je zmanjšala iz štirih ur na uro in pol. 120 kilometrov dolga avtocesta poteka od mesta Sanchez do vzhoda prestolnice (konča se blizu Mednarodnega letališča Santo Domingo). V pričakovanju povečanega prometa po izgradnji avtoceste so bila izgrajena obsežna turistična letovišča. 
V provinci so tri letališča in eno pristanišče.
Letališča

- Letališče El Portillo, El Portillo, Samaná.
- Mednarodno letališče Arroyo Barril, Arroyo Barril, Samaná.
- Mednarodno letališče Samana El Catey, Sanchez, Samaná.

Pristanišče

- Pristanišče Cayo Levantado, Arroyo Barril, blizu Mednarodnega letališča Arroyo Barril, Samaná.